# Croce di Vittoria
Croce di Vittoria (The Victoria Cross) è un cortometraggio muto del 1912 diretto da Hal Reid. Prodotto dalla Vitagraph Company of America, il film fu distribuito dalla General Film Company uscendo nelle sale il 27 aprile 1912 anche con il titolo alternativo di The Charge of the Light Brigade.

## Produzione
Il film fu prodotto dalla Vitagraph Company of America.

## Distribuzione
Distribuito dalla General Film Company, il film - un cortometraggio in una bobina - uscì nelle sale cinematografiche statunitensi il 27 aprile 1912.
In Italia venne distribuito dalla Gaumont nel 1915 con il visto di censura nº 5809.

## Altre versioni
Il personaggio di Florence Nightingale è stato portato diverse volte sullo schermo:
- Croce di Vittoria (The Victoria Cross), regia di Hal Reid (1912)
- Florence Nightingale, regia di Maurice Elvey (1915)
- L'angelo bianco (The White Angel), regia di William Dieterle (1936)
- The Lady with a Lamp, regia di Herbert Wilcox (1951)
- Florence Nightingale, regia di Daryl Duke - film TV (1985)